# Laura Fortino
Laura Fortino, född den 30 januari 1991 i Hamilton, är en kanadensisk ishockeyspelare som spelar för Markham Thunder i CWHL och Kanadas damlandslag i ishockey.
Hon tog OS-guld i damernas ishockeyturnering i samband med de olympiska ishockeytävlingarna 2014 i Sotji. Vid hockeyturneringen vid olympiska vinterspelen 2018 i Pyeongchang tog hon en silvermedalj.